# Белостоцкий, Алексей Васильевич
Алексей Васильевич Белостоцкий (16 (28) февраля 1839 — 6 (18) февраля 1894) — русский деятель судебной реформы.

## Биография
Происходил из дворян Санкт-Петербургской губернии. Родился 16 (28) февраля 1839 года в семье генерал-майора Василия Дмитриевича Белостоцкого; мать — Анна Алексеевна, урождённая Логунова.
В 1860 году окончил Императорское училище правоведения. Через десять лет, 19 ноября 1870 года, он был уже возведён в чин действительного статского советника; ещё спустя 10 лет, 26 марта 1880 года, стал тайным советником.
До 1880 года состоял членом консультации при Министерстве юстиции и обер-прокурором Уголовного департамента сената. Был членом комиссии по составлению проекта устава уголовного судопроизводства. Принимал деятельное участие в введении новых судебных установлений. С особыми поручениями неоднократно бывал в командировках в России и за границей. С 1871 года — камергер.
В 1880 году был назначен сенатором и в 1881 вошёл в состав особого присутствия Сената для суждения дел о государственных преступлениях.
Был председателем Санкт-Петербургского общества трезвости.
Славился, как выдающийся оратор. Автор разных трудов, в частности по вопросам тюрьмоведения.
Умер 6 (18) февраля 1894 года. Похоронен на кладбище Новодевичьего монастыря.

## Награды
- орден Св. Станислава 1-й ст. (1876)
- орден Св. Анны 1-й ст. (1879)
- орден Св. Владимира 2-й ст. (1883)
- орден Белого Орла (1889)
- баварский орден Св. Михаила (1869)

## Семья
От первой жены Александры Ивановны (урождённой Кондоянаки), родился сын Иван (05.05.1876 — 03.02.1884).
Во втором браке с Натальей Александровной Митьковой родились: Анна (17.08.1881 — 29.04.1896), Наталья (21.12.1882 — после 1938), Николай (21.10.1888 — после 1912) и Алексей (29.02.1884 — 10.05.1906).